# 比靈頓海茨 (紐約州)
比靈頓海茨（英語：Billington Heights）是位於美國紐約州伊利縣的普查規定居民點。

## 人口
根據2020年美國人口普查的數據，比靈頓海茨的面積為8.20平方千米，當中陸地面積為8.18平方千米，而水域面積為0.02平方千米。當地共有人口1748人，而人口密度為每平方千米213.17人。